# Герасимов, Егор Иванович
Егор Иванович Герасимов (2 мая 1906, д. Кандауровка, Бузулукский уезд, Самарская губерния, Российская империя — дата и место смерти не известны, СССР) — колхозник, бригадир тракторной бригады Ударной МТС Осакаровского района Карагандинской области, Казахская ССР. Герой Социалистического Труда (1947).

## Биография
Родился в 1906 году в деревне Кандауровка (ныне — село в Курманаевском районе Оренбургской области).
В начале 30-х годов переехал в Казахстан. В 1932 году окончил курсы трактористов и стал работать в МТС «Ударная» Осакаровского района Карагандинской области. В 1936 году был назначен бригадиром тракторной бригады.
В 1946 году тракторная бригада под управлением Егора Герасимова работала в колхозе «Пионерский». В этом году бригада Егора Герасимова выполнила четырёхлетний план за три года, при этом было сэкономлено 8.418 килограмм топлива. Указом Президиума Верховного Совета СССР от 19 марта 1947 года удостоен звания Героя Социалистического Труда с вручением ордена Ленина и золотой медали «Серп и Молот».
В 1948 году выехал на постоянное проживание за пределы Осакаровского района. Дальнейшая судьба неизвестна.